# Лукашёв, Константин Игнатьевич
Константи́н Игна́тьевич Лукашёв (бел. Канстанці́н Ігна́тавіч Лукашо́ў (Лукашов); 25 декабря 1906  [7 января 1907] или 25 декабря 1906, Городец, Могилёвская губерния — 23 мая 1987, Минск) — советский учёный-геолог, геохимик, географ и общественный деятель. Доктор геолого-минералогических наук (1937), профессор (1938), академик АН БССР (1953).

## Биография
Родился 25 декабря 1906 (7 января 1907) года в селе Городец (Быховском районе), Могилёвская губерния, Российская империя.
В 1930 году окончил Ленинградский государственный университет (ЛГУ) по специальности «География почв» (по другим данным, в 1931 году).
Член ВКП(б) с 1927 года.
С 1931 года работал в ЛГУ. Заведующий кафедрой, декан геолого-почвенно-географического факультета, в 1938—1939 годах — ректор. Профессор (1938).
В 1939—1944 годах работал в НКВТ. В это время являлся руководителем Amtorg Trading Corporation в Нью-Йорке (1939–1942) и заместителем председателя правительственной закупочной комиссии СССР в США. С 1944 года (по другой информации, с 1946 года) — заведующий кафедрой Института внешней торговли СССР, с 1949 года заведующий кафедрой физической географии мира и геоэкологии — МГУ имени М. В. Ломоносова.
Ректор БГУ с 1952 по 1957 год (по другой информации, по 1956 год). С 1956 по 1969 год — вице-президент АН БССР. С 1963 по 1979 год — заведующий Лабораторией геохимических проблем АН БССР.
С 1971 по 1977 год — директор Института геохимии и геофизики АН БССР.
Член ЦК КПБ, депутат ВС БССР, член Президиума Верховного Совета БССР.
Вице-президент АН БССР
Выдвигался в академики АН СССР по специальности «геология и геохимия», но не был избран.
Скончался 23 мая 1987 года в Минске.

## Научная деятельность
Совместно с П. А. Земятченским организовал в ЛГУ специальность «Грунтоведение» (впервые в СССР).
Участвовал в инженерно-геологических исследованиях БАМа. Основатель
генетического грунтоведения. В БГУ им была создана кафедра геохимии и полезных ископаемых.
В 1960—1965 годах под его руководством осуществлены геохимические исследования Белорусского Полесья, а в 1965—1970 годах — изучение геохимических провинций БССР в целом. Был инициатором создания в Минске Института геохимии и геофизики АН БССР.
Опубликовал 500 научных работ, в том числе более 50 монографий. Автор работ в области грунтоведения и геохимии коры выветривания, в которых развивал генетическое и зонально-геохимическое направления. Также писал труды по географии и экономической географии.

## Награды и премии
- заслуженный деятель науки БССР (1967).
- Государственная премия БССР в области науки и техники (1972).
- два ордена Трудового Красного Знамени
- орден Дружбы народов
- Золотая медаль имени академика С. И. Вавилова
- Золотая медаль ВДНХ